# Congolapia
Congolapia ist eine Gattung afrikanischer Buntbarsche, die im zentralen Kongobecken vorkommt. Der Gattungsname setzt sich aus Congo und Tilapia zusammen. Zwei der drei Arten der Gattung gehörten ursprünglich zu Tilapia, die dritte wurde mit der Einführung der Gattung neu beschrieben. 

## Merkmale
Congolapia-Arten werden 15 bis 17,5 cm lang. Die Körperhöhe beträgt 37,4 bis 48,4 % der Standardlänge. Als diagnostisches Charakteristikum der Gattung gilt die dicht beschuppte Schwanzflosse in Kombination mit den spatenförmigen Zähnen in Ober- und Unterkiefer. Auf der ersten Ceratobranchiale (ein Knochen des oberen Kiemenbogens) befinden sich 8 bis 13 Kiemenrechen.
- Flossenformel: Dorsale XVI–XVII/8–11; Anale III/7–9.
- Schuppenformel: SL 1 17–22, SL 2 8–11.

Congolapia-Arten sind von hell olivgrüner, grauer, bläulicher, gelblicher oder rotbrauner Grundfarbe. Kehle und Bauch sind heller. Ein schwarzer, bläulicher oder gelber Streifen verläuft zwischen Augen und Mundwinkel. Die Lippen sind weißlich, bläulich oder türkisfarben. Auf dem Kiemendeckel befindet sich ein schwarzer Fleck. Ein Tilapiafleck kann vorhanden sein oder fehlen.

## Arten
- Congolapia bilineata (Pellegrin, 1900)
- Congolapia crassa (Pellegrin, 1903)
- Congolapia louna Dunz, Vreven & Schliewen, 2012